# يوهانس كليفرز
يوهانس (هانز) كارولوس كليفرز، وُلد في 27 مارس 1957، هو عالم وراثة جزيئية هولندي وعالم بيولوجيا خلوية وباحث في الخلايا الجذعية. تولى منصب رئيس الأدوية والبحوث والتطوير وأصبح عضوًا في اللجنة التنفيذية لشركة روش السويسرية للرعاية الصحية في عام 2022. كان سابقًا رئيس مجموعة بحثية في معهد هابريكت لبيولوجيا النمو وأبحاث الخلايا الجذعية وفي مركز الأميرة ماكسيما. ظل مستشارًا وعالمًا ضيفًا أو باحثًا زائرًا لكلا المجموعتين. وهو أيضًا أستاذ في علم الوراثة الجزيئية في جامعة أوترخت.

## بداية حياته
وُلد هانز كليفرز في أيندهوفن، هولندا، في عام 1957. بدأ دراسته في علم البيولوجيا في جامعة أوترخت في عام 1975. مع ذلك، قرر أيضًا في عام 1978 أن يتجه نحو دراسة الطب، نتيجة لاهتمامه الشخصي وبسبب عمل أصدقائه وإخوته في المجال الطبي. قضى عامًا واحدًا في نيروبي، كينيا، ونصف عام في المعاهد الوطنية للصحة في بيثيسدا، الولايات المتحدة، حيث أتم دورات في علم البيولوجيا. حصل على درجة الدكتورال (ما يعادل درجة الماجستير) في علم الأحياء في عام 1982، وحصل أيضًا على درجة الارتكسامين (ما يعادل درجة الدكتوراه في الطب) في عام 1984. نظرًا لخلفيته التدربية، عُين كطبيب أطفال، ثم قرر إكمال درجة الدكتوراه في عام 1985 تحت إشراف رودي باليو. تمكن من إتمامها بعد عام واحد فقط.

## حياته المهنية
بعد حصوله على الدكتوراه، التحق كليفرز بمعهد دانا فاربر للسرطان كباحث ما بعد الدكتوراه في مجموعة كوكس تيرهورست. في عام 1989، عاد إلى هولندا، وانضم إلى جامعته، جامعة أوترخت، كأستاذ مساعد في قسم علم المناعة الإكلينيكي.
في عام 1991، أصبح كليفرز أستاذًا ورئيسًا لقسم المناعة في جامعة أوترخت. انتقل إلى المركز الطبي الجامعي في أوترخت في عام 2002 كأستاذ في علم الوراثة الجزيئية، وبدأ مختبره في معهد هوبريشت لبيولوجيا النمو وأبحاث الخلايا الجذعية (معهد هوبريخت). في الوقت نفسه، تولى منصب مدير معهد هوبريشت.
في مارس 2012، انتُخب كليفرز رئيسًا للأكاديمية الملكية الهولندية للفنون والعلوم، خلفًا لروبيرت ديجكراف. انتهت فترة رئاسته في عام 2015، وبدأ مختبرًا آخر في مركز الأميرة ماكسيما، مركزًا على سرطان الأطفال، وأصبح مدير الأبحاث والمسؤول العلمي الأول هناك حتى عام 2019.
غادر كليفرز المركز الطبي الجامعي في أوترخت وعُين أستاذًا في علم الوراثة الجزيئية في جامعة أوترخت في عام 2020.
في عام 2022، انضم كليفرز إلى شركة الرعاية الصحية السويسرية روش كرئيس للأدوية والبحث والتطوير وعضو في اللجنة التنفيذية للشركة. ما زال مستشارًا وعالمًا ضيفًا أو باحثًا زائرًا لمجموعاته البحثية في مركز الأميرة ماكسيما ومعهد هوبريخت.
منذ عام 2017، يعمل كليفرز باحثًا في معهد أون كود في أوترخت.
عمل كليفرز في عدد من المنظمات العلمية، بما في ذلك مجلس إدارة الجمعية الأمريكية لأبحاث السرطان (بين عامي 2013 و2016)، والمجلس الاستشاري العلمي للمعهد السويسري لأبحاث السرطان التجريبية في مدرسة البوليتكنيك الفيدرالية في لوزان (بين عامي 2005 و2015)، ومعهد أبحاث علم الأمراض الجزيئية في فيينا (بين عامي 2015 و2021) ومعهد فرانسيس كريك في لندن. وهو حاليًا عضو في المجلس الاستشاري للعديد من المجلات العلمية، بما في ذلك مجلة EMBO، ومجلة Disease Models & Mechanisms ومجلة Cell Stem Cell ومجلة EMBO Molecular Medicine. بين 2014 و2022، كان أيضًا عضوًا في لجنة تحرير المجلة السنوية لبيولوجيا السرطان.
خارج الأوساط الأكاديمية، كان كليفرز مستشارًا علميًا للعديد من شركات التكنولوجيا الحيوية. كما شارك في تأسيس شركة ساروزان في كاليفورنيا في 2016 ودي 1 للتكنولوجيا الحيوية في شنغهاي.